# 王立強事件
王立強事件（こうりつきょうじけん)、王立強共産党スパイ事件、王立強脱党事件は、2019年11月下旬に両岸三地（すなわち中華人民共和国の管轄下の「中国本土」「香港とマカオ」、中華民国の管轄下の「台湾」）とオーストラリアを巻き込んで国民の関心を呼んだ国境を越えた政治事件である。
この事件は、2019年11月23日にオーストラリアのメディアで報道されたことを皮切りに公となった。それに先立つ、2019年4月23日、中国人民解放軍総参謀部に所属していると主張する福建省人の王立強は、観光ビザでオーストラリアに入国し、オーストラリア保安情報機構（ASIO）に「自首」して、オーストラリア政府に政治亡命を要請した。オーストラリアのメディアは、2019年末に中国当局によるオーストラリア議会への浸透疑惑事件に注目し始め、すぐにオーストラリアと台湾と中国の両側で懸念が高まり、また彼のスパイとしての地位や経験の信憑性についても論争が起こった。

## 人物
王立強（英語名：William, Wang Liqiang、1993年4月18日生まれ）は、福建省南平市光沢県の中流階級の家庭に生まれ、父親は中国共産党員であった。安徽財経大学に進学し、そこで油絵を学んだ。妻の方は、2012年からオーストラリアに留学している。蔡正元は王立強と彼女の2017年の結婚について言及している。妻は学生としてオーストラリアに滞在していた。2人には2017年以降に生まれた子供がいる。
その後、上海市公安局は、11月23日の情況通報で、王立強は事件に巻き込まれた逃亡者であり、無職であると述べている。また、同氏は、2016年10月に詐欺罪で福建省光沢県人民法院から1年3ヶ月の禁固刑と1年6ヶ月の執行猶予を言い渡されたことがある、ともしている。王立強は2019年2月に再び詐欺罪で460万元以上を詐取したと告発された。4月10日、王立強は香港に向けて出発した。4月19日、静安分局は王立強の詐欺事件の調査を開始した。
2020年1月9日に中華民国（台湾）の当時、野党である中国国民党が開催した記者会見で公開された王立強の元上司である陸趙亮が2019年11月下旬に撮影したビデオ記録によると、王立強は陸趙亮が所有する上海の企業に勤務していたという。王立強は、陸趙亮の妻の家族の仲間だった。2016年に妻の故郷を訪れた陸は、夕食会で王立強と出会い、大学を卒業したばかりの王立強を上海に招き、陸の会社で運転手として雇用した。王はその後、向心と出会った。王立強、陸趙亮、向心の3人は香港で出会った。陸は録音の中で、王は過去に光沢県で詐欺を働いたことがあり、陸の会社に来てからも会社の財産を詐取し続け、それを知った陸が王に懺悔の手紙を書かせたり、書類を押収したりしたとも語っている。王は家族の車も売ってしまった。2019年4月、王立強は460万元の詐欺罪で起訴され、4月19日に事件が発生したが、王立強はオーストラリアで妻子と再会するため、5月にオーストラリアへ出発。そして2019年11月24日、陸は刑事警察から電話を受け、王立強を知っているかどうか尋ねられ、供述と撮影のために事務所に来てほしいと言われた。

## スパイ活動の供述内容
2019年11月の王立強の供述によると、中国人民解放軍総参謀部に所属していたが、具体的な所属部署や個人的な立場、階級、中国共産党員であったかどうかは不明である。2014年に香港に移住した際に、大学の先輩に勧められて上海市公安局に就職したことをきっかけに、スパイとしてのキャリアをスタートさせた。2015年、王は妻の龚青を通じて湘信の信頼を得て、参謀本部の香港・台湾での諜報活動の中核を担うようになった。
2016年1月、参謀本部は廃止され、その機関は中央軍事委員会の統合幕僚部など7部に再編された。2019年4月23日、王立強は妻と息子を訪ねるためにオーストラリアに入国し、5月下旬、王立強は中国当局から2つの偽造パスポートを含む一連の書類を受け取り、2020年中華民国総統選挙に介入することを割り当てられたという。この出来事により、王立強はオーストラリア保安情報機構（ASIO）に「亡命」し、オーストラリア政府に保護を求めることを決意したという。
11月23日、王立強はオーストラリアのメディアに共同インタビューを行い、自分は「中国共産党のスパイ」であると主張した。インタビューの中で、王立強は自分は香港で中国政府と人民解放軍の香港での情報活動を担当しており、偽造IDを使い、韓国のパスポートを持ち、台湾で活動したことがあると述べた。香港の銅鑼湾書店事件で李波の誘拐を計画し、香港の高等教育機関に潜入し、台湾で数十億人民元を使って、2018年中華民国統一地方選挙に影響を与え、中国国民党の勝利に貢献することに成功し、さらには2020年中華民国総統選挙に影響を与えようとしたと主張した。

### 香港の活動
王立強によると、香港の高等教育機関は主要な活動領域の1つであり、同組織は「学生会などの学生組織を含むすべての大学に浸透している」という。彼は、奨学金、旅行助成金、同窓会組織、教育基金を使って中国大陸の学生を募集する責任者でした。中国共産党は、一部の学生を学生団体に参加させ、香港独立を支持するふりをさせ、独立派の社会活動家の情報を入手し、個人や家族の経歴を開示させる。王立強はまた、銅鑼湾書店経営者である李波の誘拐や、香港の反体制派に対するサイバー攻撃への関与にも言及した。中国共産党が李博を誘拐したのは、書店が『習近平と六人の女『原書:習近平和他的六個女人』』など中国共産党を怒らせる本を売っていたからだという。

### 台湾の活動
オーストラリアのメディアは、王立強の発言を引用して、龔青（中国創新投資の理事長兼CEOである向心の妻）という女性が、台湾の選挙を操作する責任者であったと報道した。
王立強は2020年に韓国瑜を選挙で当選させ最終的に中国共産党が台湾を支配することに貢献するために、龔青という人物が台湾の選挙を操作する責任者であったと語った。台湾の選挙を操作するための作戦として、2018年に民進党を攻撃するためのネット企業に資金を提供し、20万以上のネットアカウントを作成して韓国瑜のファングループを立ち上げたり、学生グループなどを組織したとした。中天、中視、東森、TVBSなどに15億元以上を投資し、中時旺旺が主要な味方であるとした。

### オーストラリアでの活動
オーストラリアのメディアが11月23日に中国共産党のスパイである王立強を公に報じたのは、2019年後半から始まる中国当局によるオーストラリア議会への浸透疑惑事件に注目している時期と重なる。

## 各方面の反応

### オーストラリア
オーストラリアのスコット・モリソン首相は、王立強の主張を「非常に不安視している」と述べた。2019年11月24日、オーストラリア保安情報機構は、王立強の申し立てを「真剣に受け止めている」ことを確認する声明を出したが、事件の詳細についてはコメントしなかった。
オーストラリア労働党のアンソニー・アルバネーゼ党首は、王の離反に「真剣に対処しなければならない」と述べた 。オーストラリア自由党のアンドリュー・ハスティは、王を「民主の友人」と呼んだ  。両者は、王の政治亡命申請を承認するよう政府に求めた。
11月25日、この問題を調査している政治アナリストのAlex Joskeは、シドニー・モーニング・ヘラルド紙に記事を掲載し、王氏が今年オーストラリアの観光ビザを申請するために中国本土の警察から犯罪歴がないという証明書を取得したことや、王が犯したとされる犯罪に関する情報がネット上で見つからないことなど、中国大陸の政府関係者の最近の発言が疑わしいと主張した。記事では、王の主張が完全に真実ではないかもしれないと認めていますが、それでも検証可能な詳細がたくさんあります。この記事では、「真実のすべてを知ることはできないかもしれない」と認めている。
11月29日、「Sky News Australia」紙は、「多くの諜報機関の上級の情報源」を引用して、王の疑惑は「非常に疑わしい」と述べた。情報機関が火曜日にモリソン政府の国家安全保障に関する内閣委員会に提出した助言によると、王はおそらく（せいぜい）低レベルの仕事に就いており、オーストラリアの諜報活動にはほとんど役に立たなかったという。30日には、オーストラリアのデイリー・テレグラフ紙が「China Spy Farce」という見出しでこのニュースを報じ、王立強が高官としてではなく、せいぜい低レベルの諜報活動に従事していたことを示唆していた。
オーストラリアの政治アナリストであるAlex Joskeは、今回の暴露によって疑問が生じたものの、王立強は間違いなく中国共産党のスパイであり、彼の上司である向心は間違いなく過去に中国共産党の腐敗したスパイシステムの一部であったとの確信を深めていると述べている。

### 中華人民共和国
11月23日、国務院台湾事務弁公室の馬暁光報道官はインタビューに応じ、「大陸側が台湾の選挙に干渉したことはなく、関連報道は全く意味のないものだ」と述べ、さらに、この時期に誰がこのようなメッセージを練り上げたのか、誰が台湾の選挙に干渉し、不正な選挙利益のために利用しようとしているのかと疑問を呈し、「一般の台湾同胞はこれをはっきりと見ていると思う」と語った。
11月23日、上海市公安局はメディアで本名が報じられていた王立強が2016年に詐欺罪で有罪判決を受け、2019年にも輸入車への架空の投資プロジェクトで詐欺罪の疑いをかけられ、犯行後に逃亡していたこと、中華人民共和国のパスポートと香港永久居民身份証がいずれも偽造であったことを明らかにした。
11月27日、環球時報の記者が福建省南平市の広済県人民法院で入手した法廷映像を、詐欺の疑いで同法院で裁かれている王立強の法廷映像であると掲載した。ビデオの中で王立強は、光沢県に住む学部生であり「法律に対する意識が低い」と発言し、「裁判所が軽く処理してくれることを望んでいる」と12万元を詐取した事実を告白した。最終的には、懲役1年3ヶ月、執行猶予1年6ヶ月の判決を受けた。
11月27日に行われた中華人民共和国国務院台湾事務弁公室の定例記者会見で、朱鳳蓮報道官は、王立強事件に関する台湾人記者からの質問に対し、王を「偽りのスパイ」「反中勢力が作り上げた不条理で欠陥のある『台本』」と呼んだ。民進党当局は、不正者と提携して大規模な政治工作を行い、不正な選挙の自己満足のために、いわゆる「大陸の台湾地方選挙への介入」という幻想を抱かせることを意図していると述べた。

### 香港
中国創新と中国趨勢は、両社および中国創新のCEOである向心がいかなる諜報活動にも関与したことはなく、王立強が両社の従業員であったことはないとする声明を発表し、この情報は不条理であり、純粋に架空、虚偽のものであるとしている。
銅鑼灣書店の株主兼従業員の一人である林栄基は、蘋果日報のインタビューの中で、勾留中に作戦を実行・計画していた中央専案審査小組の幹部と接触したが、王立強とは会っていないと語っている。王が詳細を語らずに説明した銅鑼灣書店の事件は「聞いた話ではないか」とした。そして王が述べた「習近平和他的六個女人」の本を出版する計画も、自分が知っている真実とは相反するものだと言及した。
サウスチャイナ・モーニング・ポストは、香港フィナンシャルタイムズの論評も引用し、王立強の情報の多くは単に自己完結しておらず、インタビューは様々なニュースの伝聞をつなぎ合わせたニュースクリップのように聞こえ、裏付けのある内容に欠けていると述べている。

### 台湾
台湾の泛緑連盟と泛藍連盟の政党は、それぞれ事件に対する解釈が大きく異なっている。中華民国政府の検事は、事件が起こるとすぐにオーストラリアと台湾に飛んで調査を行った。その際に龚青夫婦は出国を制限された。台湾側は、ファイブアイズの情報交換ネットワークを通じて王立強の英語版報告書を知り、オーストラリア側も台湾側に王立強の報告書の真偽を確認していた。
中国国民党は、王立強の総統候補である韓国瑜に対する非難に反論し、王立強は詐欺師であり、コメントを広めることにもっと慎重になるべきだと主張した。また、香港メディア「立場新聞」の報道によると、王立強は、2018年中華民国統一地方選挙において、高雄市長選の候補者で国民党の候補者であった韓国瑜が、同年の選挙に勝つために中国共産党から2000万元の政治献金を受けたと主張している。韓国瑜は、「2,000万元の話はやめてくれ、私は1ドル、共産党のお金をもらっているならば高雄市長を辞める。」「今年の総統選挙では、中華民国の大統領に立候補するために、共産党から1ドルをもらったんだ、1ドルでいい、そうしたら総統選挙を辞退する。」と回答した。
11月24日、オーストラリアのテレビ局ナイン・ネットワークの調査報道番組「60 Minutes」で王立強のインタビューが放送され、王は疑惑に対抗するために内部事情を明かした。インタビューを見た台湾緑党は、「王立強」は役員の偽名に過ぎず、中国当局が発行した公式声明や文書はすべて偽物であると主張したが、インタビューでは「王立強」が偽名であることには触れず、偽造パスポートに記載されている「王立強」は本名ではないと述べただけだった。11月29日、台湾ファクトチェックセンターは、当該記者に確認した結果、「王立強」が偽名ではないことを確認した。インタビューでは、「王立強」が偽名であることには触れておらず、偽造パスポートに記載されている「王立強」が本名ではないことだけが伝えられていた。ラジオ・フリー・アジアのコメントでは、中国大陸の警察からのビデオは明らかに大きく編集されており、映像がぼやけていたり、音が不明瞭だったりして、あまり信憑性がないと指摘されている。
王立強が24日に向心と龚青を暴露した後、法務部調査局の桃園市調査処は24日夜、出国しようとしていた向心と龚青を桃園国際空港で行政調査の名目で呼び止め、調査に協力するよう求め、25日早朝、桃園市調査課は召喚状を発行し二人を連行して調査した。調査局国家安全維護処と桃園市捜査処が2人の取調べを終えた後、2人は台北地方検察庁に移送されて再取調べを受け、事件は台北地検署に引き渡されて捜査が行われた。こうして、犯罪捜査の司法段階に入った。25日の早朝、台北地方検察庁は、向心と龚青の取り調べを終え、二人は台北地検署第5支局を後にした。検察官は、2人が国外へ出ることを制限しつつ、自由に移動できるように命じた。関連報道によると、2人は取り調べの際、王立強を知らないと主張し、事件との関連性を否定したという。
発覚後、中華民国の蔡英文総統は、中国が台湾の選挙に介入する意図は「非常に明確である」と答えた。壹週刊によると、11月25日、彼女は中華民国国家安全局に対し、中華民国の複数の当局と連携して事件を調査するための「直ちに作戦を開始する」よう指示し、オーストラリアにスタッフを派遣して現地の情報当局と連絡を取った。なお、中華民国国家安全局が検証を行わずに調査のために役員をオーストラリアに派遣したとの報道は、関係当局から確認されておらず、この事件は国際的な安全保障協力に関わるものであり、司法が調査中の事件でもあるので、憶測で結論を急ぐ必要はないと中華民国総統府はアナウンスした。
中華民国国防部参謀本部軍事情報局の元副局長である翁延慶は、王のインタビューの内容から、彼が中国共産党のスパイでは全くなく、国外追放されないように戦うために政治犯を名乗ってオーストラリアでの居住権を得ようとしていることが容易にわかるとし、インタビューの不合理な点を10個挙げた。インタビューの結果、彼は嘘をつくことすら素人であり、中国共産党の情報システムや国際的なスパイ活動のやり方についての理解も非常に浅いことが明らかになった。彼が台湾について知ったのは、海外で台湾の衛星テレビを見たからだろう。一方、2人の元台湾の情報システム関係者と対峙した王立強のレトリックは、オーストラリアでの在留資格を得るためにメディアに露出したという素人丸出しのものだった。台湾のトークショーで、台湾のベテラン軍事ジャーナリストの吴明杰は、王立強がこのような形で自分をさらけ出すことを選んだのは、彼が周辺の情報組織に属していて、核心的な内容にアクセスできなかったからだと主張した。
中国国民党の蔡正元副秘書長は、独自のルートで、王立強が過去に学んだ安徽財経大学の卒業生や教師に連絡を取り、王が2015年に学生の卒業前夜に両親を詐取し、その後2019年2月に上海で460万元を詐取し、夫婦の偽造書類を偽造して2019年4月に香港に逃亡したと主張した。

## 注略
1. 1 2  メディア報道[3]使用されていた名称は「中國國防總參謀部」だったが、正しくは「中国人民解放軍総参謀部」であり、2016年1月に廃止され中央軍事委員会統合参謀部を含む7つの部署に再編された。そのため、この肩書きは正式なものではなく、王立強の具体的な所属部署や個人的な地位・階級は不明である。[4]。
2. 1 2  1993年4月18日という生年月日は、王立強の詐欺罪の一審の刑事判決と、グローバル社が公開したビデオでの王立強の回答から導き出されたもの。王立強が持っていた韓国の偽造パスポートには、1990年1月28日と記載されていた。
3. ↑  関係報道によると[7]、王立強の元上司である陸趙亮は2019年11月、子供は2、3歳くらいだったと語った。
4. ↑  関係報道原文（簡体字）[7]：陸趙亮指當時王立強在2017年時4月時，遭控詐欺460萬（人民幣），但此案4月19日立案，王在5月即前往澳洲。根据上海市公安局静安分局的通报，时间应是在2019年4月。
5. ↑  中華人民共和国では「党＝国家」と言ういわゆる一党独裁体制をとっており、中国共産党がすべてを指導している。政府と中華人民共和国軍隊支部はすべて中国共産党の支配下にあるり、個人（人民）は中国共産党に入党し、中華人民共和国の公務員や軍人は党員になることが昇進への必須の道である。
6. ↑  メディア報道より[3]：王稱……他於2014年遷到香港，替「中國創新」與「中國趨勢」兩家公司服務……他稱，它們都是中國國防總參謀部的中資公司。當王最後發現原來他的工作主要是為共產黨及軍方服務，他並不吃驚……2015年，向心要求他教其妻畫畫。王說﹕「贏得她（龔青）的歡心，是我成為核心成員的關鍵。」其後向心漸漸信任王……王說﹕「其實這公司就是中共最高情報機構直屬的間諜據點與指揮所，向心建立並操作著一個強有力的情報收集團隊與執行團隊，直接在香港與台灣運作。」